# 北海道道583号上問寒問寒別停車場線
北海道道583号上問寒問寒別停車場線（ほっかいどうどう583ごう かみといかんといかんべつていしゃじょうせん）は、北海道天塩郡幌延町上問寒と幌延町問寒別を結ぶ一般道道（北海道道）である。

## 概要

### 路線データ
- 起点：北海道天塩郡幌延町字上問寒
- 終点：北海道天塩郡幌延町字問寒別（JR北海道 宗谷本線 問寒別駅）
- 総延長：18.732 km
- 実延長：18.641 km
- 重用延長：0.091 km
- 未舗装延長：0.289 km

### 道路管理者
- 宗谷総合振興局 稚内建設管理部 事業課

## 歴史
- 1967年（昭和42年）3月31日 - 路線認定[1]。

## 路線状況

### 道路施設

#### 主な橋梁
- 上豊神1号橋（15 m、問寒別川、幌延町字上問寒）
- 上豊神2号橋（15 m、問寒別川、幌延町字上問寒）
- 上豊神橋（22 m、問寒別川、幌延町字上問寒）
- 藤本橋（14 m、問寒別川支流無名川、幌延町字上問寒）
- 思案橋（44 m、問寒別川、幌延町字上問寒）
- 豊神橋（100 m、問寒別川、幌延町字上問寒）
- 8線橋（13 m、八線沢川、幌延町字中問寒）
- 4線連絡橋（98 m、問寒別川、幌延町字中問寒）
- 3号橋（32 m、一線川、幌延町字問寒別）
- 1号橋（84 m、ヌポロマポロ川、幌延町字問寒別）
- ヌプカナイ橋（54 m、ヌプカナイ川、幌延町字問寒別）
- 藤美橋（16 m、アイカップ川、幌延町字問寒別）
- 愛冠上橋（14 m、大塚の沢川、幌延町字問寒別）

## 地理

### 通過する自治体
- 宗谷総合振興局
  - 天塩郡幌延町

### 交差する道路
幌延町
- 北海道道645号上問寒幌延停車場線 - 字上問寒
- 北海道道785号豊富中頓別線 - 字中問寒
- 北海道道541号問寒別佐久停車場線 - 字問寒別
- 北海道道395号問寒別停車場下国府線 - 字問寒別

### 沿線にある施設など
幌延町
- JR北海道 宗谷本線 問寒別駅 - 字問寒別
- 北緯45度通過点 - 上問寒